# Sant Jeroni (El Greco)
Sant Jeroni és una obra d'El Greco, realitzada el 1610 durant el seu últim període toledà. Es conserva en una de les sales del Museu Metropolità d'Art de Nova York.

## Anàlisi
Jeroni d'Estridó és un dels sants més representats en l'art occidental, sobretot en el Barroc. És una de les imatges més recurrents en la dilatada producció artística d'El Greco, qui el representa aquí vestit de cardenal.
La seva figura es perfila sobre un fons neutre i sosté un llibre obert damunt una taula coberta amb una sobretaula de color verd, escenari molt socorregut pel pintor -Retrat del cardenal Tavera i Retrat de Jeroni de Cevallos-. El Greco remarca l'erudició i austeritat del clergue, marcat per la seva ànsia de saviesa.
Un gran focus de llum proveeix d'il·luminació a tota l'escena, que fins i tot sembla anticipar el tenebrisme pel seu interessant joc d'ombres. Els marcats plecs de les vestidures simulen una herència renaixentista o de Miquel Àngel, però apunta als primers anys del pintor en l'illa de Creta.